# Batalla de Saint-Florent-le-Vieil (1795)

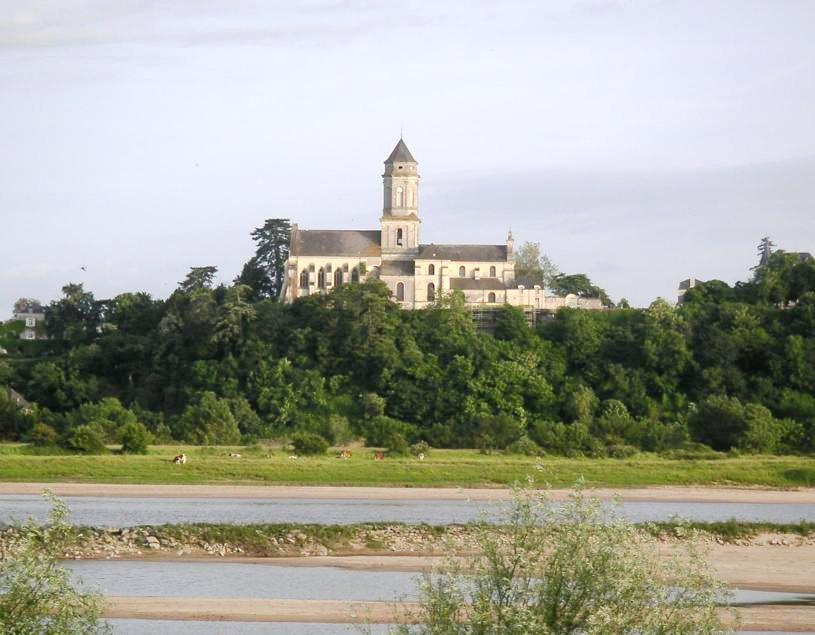
Vista de l'Abadia de Saint-Florent-le-Vieil

La batalla de Saint-Florent-le-Vieil va tenir lloc el 22 de març de 1795 durant la guerra de Vendée. Va acabar amb la victòria dels republicans que van repel·lir un atac dels Vendéans a Saint-Florent-le-Vieil.

## Preludi
Venint de Nantes, la columna del general Simon Canuel va creuar el Loira en vaixell a Varades la nit del 15 al 16 de març i va capturar Saint-Florent-le-Vieil, on va foragitar un centenar d'insurgents. L'endemà, s'hi va unir la columna de l'ajudant general Hauteville, que va capturar Chalonnes-sur-Loire el 14. Al cim de l'abadia es col·loca una bandera tricolor i els republicans planten un arbre de la llibertat. El general de Vendée Stofflet va mobilitzar llavors les seves forces amb la intenció de recuperar Saint-Florent-le-Vieil.

## Forces presents
Segons l'informe[Nota 1] al Comitè de Seguretat Pública del representant a la missió Louis Prosper Lofficial, Stofflet va dirigir l'atac a Saint-Florent-le-Vieil amb 3.000 homes i una peça d'artilleria. En les seves memòries[Nota 2], Bertrand Poirier de Beauvais, el comandant de l'artilleria de Vendée, indica que durant aquest combat va dirigir l'últim canó encara en mans de l'exèrcit d'Anjou.
En el seu informe, Lofficial també acusa de negligència el comissari d'alimentació d'Angers. Afirma que aquesta manca de menjar va obligar "els soldats a estendre's pel camp i a saquejar" i que en el moment de l'atac, la guarnició "desayunaba i tenia la caiguda de la necessitat."

## Procés
El 22 de març, a la tarda, l'exèrcit d'Anjou va atacar les dues columnes republicanes reunides a Saint-Florent-le-Vieil. Els republicans esperen els Vendéans al Chemin des Trinqueries, on han talat tots els arbres per beneficiar-se del terreny obert. Els infants es van posicionar darrere de petits atrinxeraments construïts precipitadament amb pedres amuntegades fins a la cintura.
Aquests atrinxeraments donen llavors una posició avantatjosa als republicans i en les seves memòries Bertrand Poirier de Beauvais jutja que Stofflet va cometre un error en atacar en línia més que en ordre profund. Després de només mitja hora de tirs, els Vendéans ja estaven sense municions i retrocedien. La cavalleria republicana els va seguir fins a Chaudron-en-Mauges. L'exèrcit de Stofflet va tornar llavors a Maulévrier.

## Pèrdues
Segons l'informe del republicà Lofficial, les pèrdues republicanes van ser un home mort i set ferits, mentre que els Vendéans van perdre una trentena d'homes i van deixar set presoners, inclòs un líder. Els caçadors francs també van capturar l'única peça d'artilleria de la Vendée. Els presoners van ser traslladats al general Canclaux que va obtenir d'ells informació sobre el dipòsit d'armes i municions de l'exèrcit d'Anjou.
Bertrand Poirier de Beauvais va escriure a les seves memòries: «Hem perdut poca gent, però ens vam haver de lamentar del comandant dels caçadors, Marioneau».
A les seves memòries[Nota 3], el líder de la divisió Louis Monnier també esmenta la pèrdua de l'últim canó de l'exèrcit -un de 12 lliures- i el de Marionneux, a qui, tanmateix, presenta com un artiller.

## Conseqüències
Stofflet va caure enrere sobre Maulévrier amb tres columnes de Canclaux als talons. En els dies següents, 28.000 republicans van envair els Mauges, i van prendre el control de Cerizay, Bressuire, Châtillon, Maulévrier i Chemillé. Entre el 27 i el 31 de març, una columna republicana va recuperar la possessió de la vila de Cholet. Aleshores, l'ajudant general Becker va ser secundat per iniciar propostes de pau. El 26 de març, Stofflet va signar un alto el foc a Cerizay. El 6 d'abril es va reunir amb Canclaux i nou representants en missió prop de Mortagne-sur-Sèvre.
Stofflet va restar pendent unes quantes setmanes i va esperar els resultats de les negociacions de Mabilais amb els chouans. Finalment, el 2 de maig, va signar la pau al "Château de la Baronnière", antiga casa del general Bonchamps, prop de Saint-Florent-le-Vieil, amb les mateixes condicions que el La Jaunaye.